# IAAF Golden League 2002
La IAAF Golden League 2002 è stata la V edizione della IAAF Golden League, circuito internazionale di meeting di atletica leggera organizzato annualmente dalla IAAF dal 1998 al 2009, facente parte del circuito di meeting IAAF Grand Prix (dal 1998 al 2005) divenuto poi IAAF World Athletics Tour (dal 2006 al 2009).

## Calendario
| # | Meeting                     | Città      | Nazione  | Data        |
| - | --------------------------- | ---------- | -------- | ----------- |
| 1 | Bislett Games               | Oslo       | Norvegia | 25 giugno   |
| 2 | Meeting Gaz de France       | Parigi     | Francia  | 5 luglio    |
| 3 | Golden Gala                 | Roma       | Italia   | 12 luglio   |
| 4 | Herculis                    | Montecarlo | Monaco   | 19 luglio   |
| 5 | Weltklasse Zürich           | Zurigo     | Svizzera | 16 agosto   |
| 6 | Memorial Van Damme          | Bruxelles  | Belgio   | 30 agosto   |
| 7 | Internationales Stadionfest | Berlino    | Germania | 6 settembre |

## Vincitori del jackpot
| Anno | Vincitore          | Gara     | Premio                    |
| ---- | ------------------ | -------- | ------------------------- |
| 2002 | Hicham El Guerrouj | 1500 m   | Lingotto d'oro da 12,5 kg |
| 2002 | Ana Guevara        | 400 m    | Lingotto d'oro da 12,5 kg |
| 2002 | Marion Jones       | 100 m    | Lingotto d'oro da 12,5 kg |
| 2002 | Félix Sánchez      | 400 m hs | Lingotto d'oro da 12,5 kg |

## Risultati
Uomini
| Gara             | Bislett Games (28 giugno) | Meeting Gaz de France (5 luglio) | Golden Gala (12 luglio) | Meeting Herculis (19 luglio) | Weltklasse Zürich (16 agosto) | Mémorial Van Damme (30 agosto) | ISTAF (6 settembre) |
| ---------------- | ------------------------- | -------------------------------- | ----------------------- | ---------------------------- | ----------------------------- | ------------------------------ | ------------------- |
| 100 m            | Dwain Chambers            | Maurice Greene                   | Maurice Greene          | Maurice Greene               | Tim Montgomery                | Tim Montgomery                 | Dwain Chambers      |
| 1500 m/Miglio    | Hicham El Guerrouj        | Hicham El Guerrouj               | Hicham El Guerrouj      | Hicham El Guerrouj           | Hicham El Guerrouj            | Hicham El Guerrouj             | Hicham El Guerrouj  |
| 3000 m/5000 m    | Benjamin Limo             | Benjamin Limo                    | Salah Hissou            | Benjamin Limo                | Sammy Kipteker                | Abderrahim Goumri              | Luke Kipkosgei      |
| 400 m hs         | Félix Sánchez             | Félix Sánchez                    | Félix Sánchez           | Félix Sánchez                | Félix Sánchez                 | Félix Sánchez                  | Félix Sánchez       |
| Salto con l'asta | Tim Mack                  | Romain Mesnil                    | Tim Lobinger            | Jeff Hartwig                 | Lars Börgeling                | Alexander Averbukh             | Alexander Averbukh  |
| Salto triplo     | Jonathan Edwards          | Jonathan Edwards                 | Walter Davis            | Christian Olsson             | Jonathan Edwards              | Walter Davis                   | Christian Olsson    |